# 広地町
広地町（ひろちちょう）は、神奈川県横浜市磯子区の町名。住居表示が実施されているが、丁目は設けられていない。

## 地理
磯子区北部、国道16号から奥まった地区に、0.065m2。アパートや戸建住宅が多く、町の西部にはマンションと広地町公園がある。町内に鉄道は通っていないが、町の東側を通る滝頭疎開道路には町内に上江バス停があり、市電保存館前から根岸駅・元町を経由して桜木町駅を結ぶ横浜市営バス21系統が運行されている。市電保存館前、滝頭のバス停も至近距離にあり、市電保存館前から根岸駅・上大岡駅・汐見台経由磯子駅、滝頭から八幡橋・磯子駅経由磯子車庫前・杉田、浦舟町・日ノ出町・関内地区・横浜駅方面の路線バスが利用可能である。

## 歴史
1889年（明治22年）の市町村制施行の際に久良岐郡屏風浦村の一部となった土地である。

### 沿革
- 1911年（明治44年）4月1日に横浜市に編入され、1927年に磯子区の一部となる。
- 1965年（昭和40年）1月1日 - 住居表示の実施（磯子区磯子・滝頭地区）[7]に伴い、磯子町、滝頭町および岡村町から新設された[8]。町名は字名から採られた[9]。

## 世帯数と人口
2025年（令和7年）6月30日現在（横浜市発表）の世帯数と人口は以下の通りである。
| 町丁   | 世帯数  | 人口    |
| ------ | ------- | ------- |
| 広地町 | 634世帯 | 1,157人 |

### 人口の変遷
国勢調査による人口の推移。
| 年                 | 人口  |
| ------------------ | ----- |
| 1995年（平成7年）  | 1,442 |
| 2000年（平成12年） | 1,293 |
| 2005年（平成17年） | 1,189 |
| 2010年（平成22年） | 1,182 |
| 2015年（平成27年） | 1,114 |
| 2020年（令和2年）  | 1,166 |

### 世帯数の変遷
国勢調査による世帯数の推移。
| 年                 | 世帯数 |
| ------------------ | ------ |
| 1995年（平成7年）  | 542    |
| 2000年（平成12年） | 508    |
| 2005年（平成17年） | 483    |
| 2010年（平成22年） | 498    |
| 2015年（平成27年） | 467    |
| 2020年（令和2年）  | 548    |

## 学区
市立小・中学校に通う場合、学区は以下の通りとなる（2024年11月時点）。
| 番地 | 小学校             | 中学校             |
| ---- | ------------------ | ------------------ |
| 全域 | 横浜市立磯子小学校 | 横浜市立岡村中学校 |

## 事業所
2021年（令和3年）現在の経済センサス調査による事業所数と従業員数は以下の通りである。
| 町丁   | 事業所数 | 従業員数 |
| ------ | -------- | -------- |
| 広地町 | 25事業所 | 247人    |

### 事業者数の変遷
経済センサスによる事業所数の推移。
| 年                 | 事業者数 |
| ------------------ | -------- |
| 2016年（平成28年） | 29       |
| 2021年（令和3年）  | 25       |

### 従業員数の変遷
経済センサスによる従業員数の推移。
| 年                 | 従業員数 |
| ------------------ | -------- |
| 2016年（平成28年） | 243      |
| 2021年（令和3年）  | 247      |

## 施設・店舗
コンビニエンスストア
- ファミリーマート ムサシヤ磯子店
- ローソン 磯子広地町店（2024年2月開業）

## その他

### 日本郵便
- 郵便番号 : 235-0013[3]（集配局：磯子郵便局[19]）

### 警察
町内の警察の管轄区域は以下の通りである。。
| 番・番地等 | 警察署     | 交番・駐在所 |
| ---------- | ---------- | ------------ |
| 全域       | 磯子警察署 | 丸山交番     |